# Amtsgericht Schwäbisch Gmünd

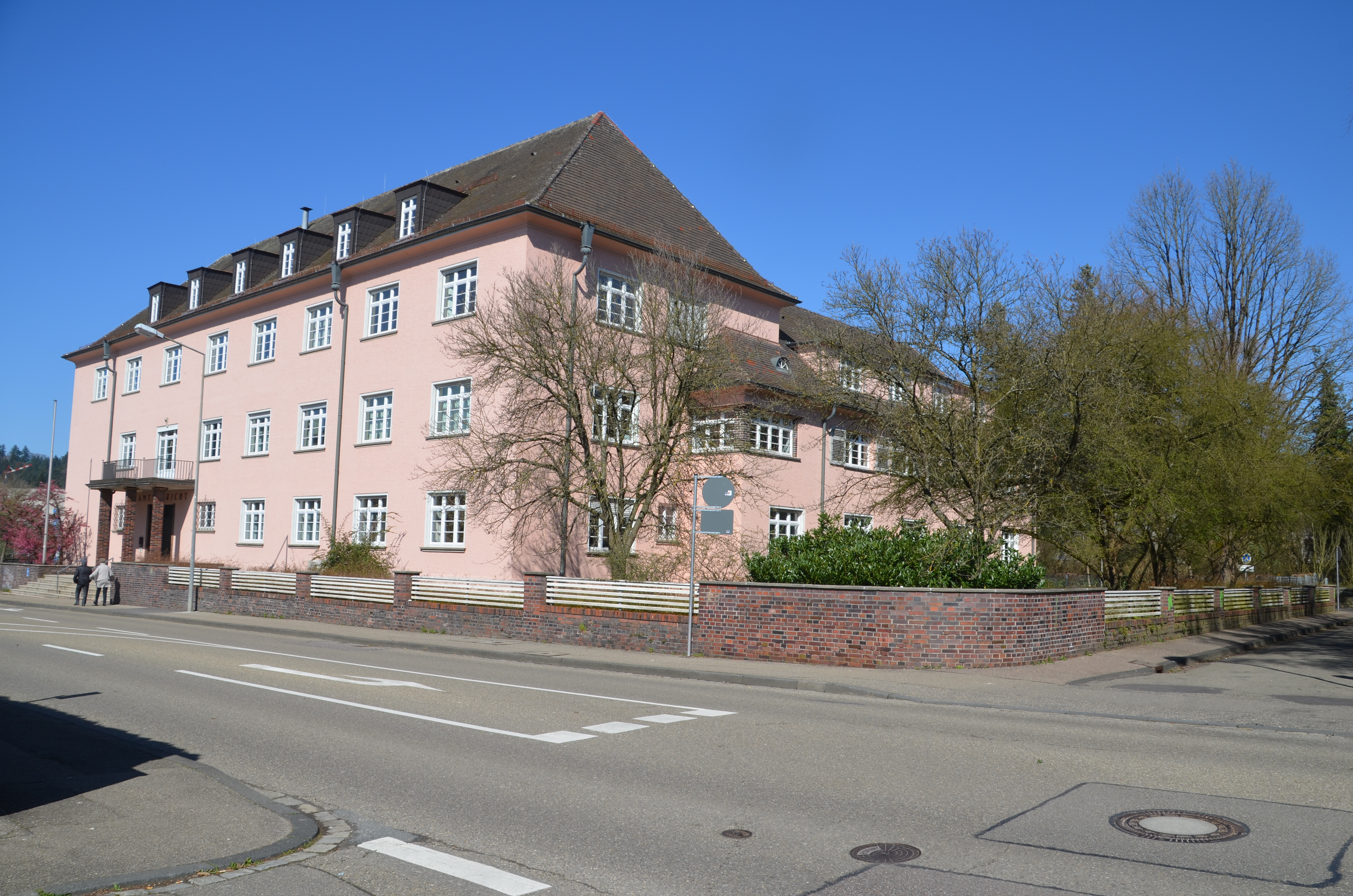
Amtsgericht Schwäbisch Gmünd 2020

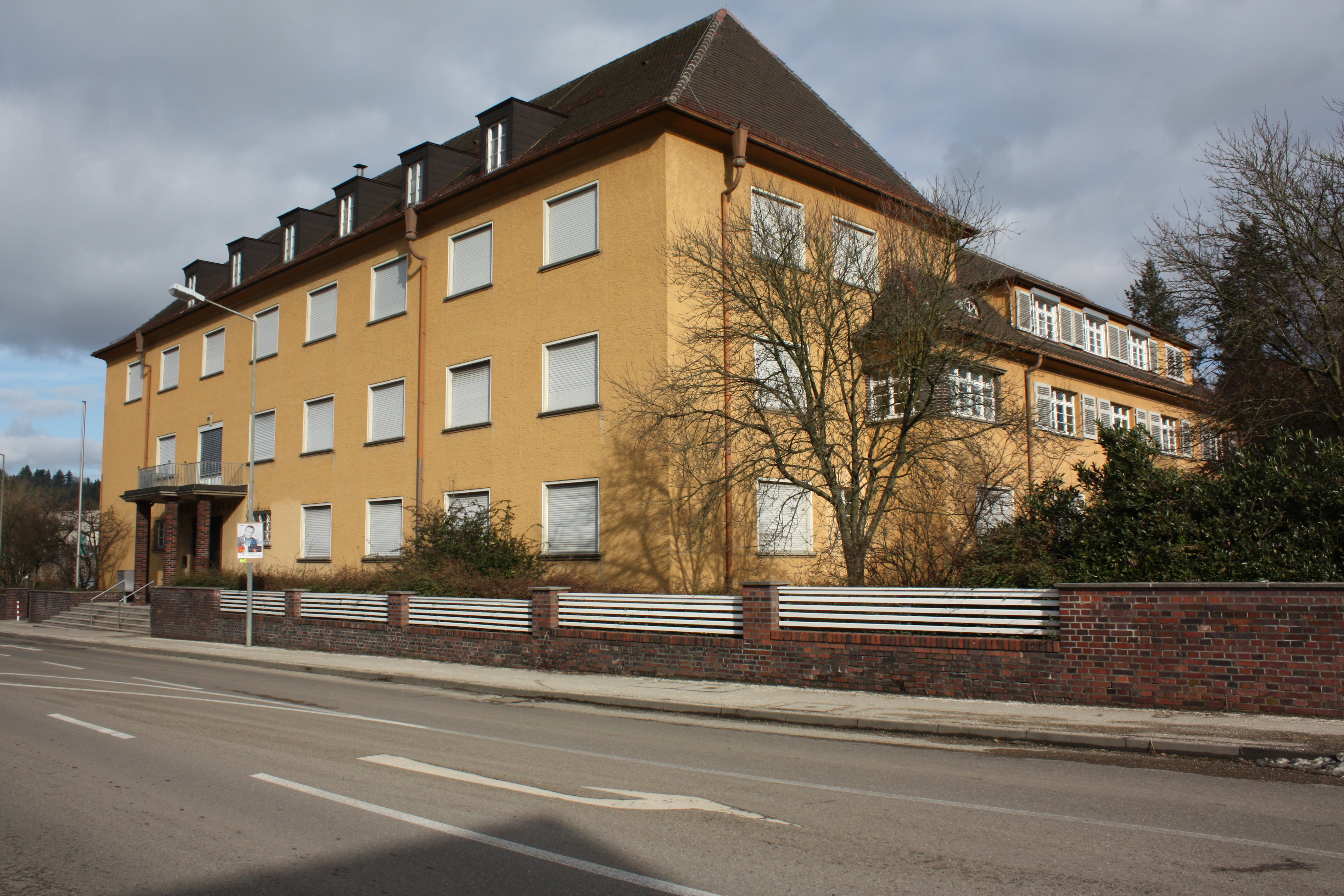
Amtsgericht Schwäbisch Gmünd mit altem Anstrich

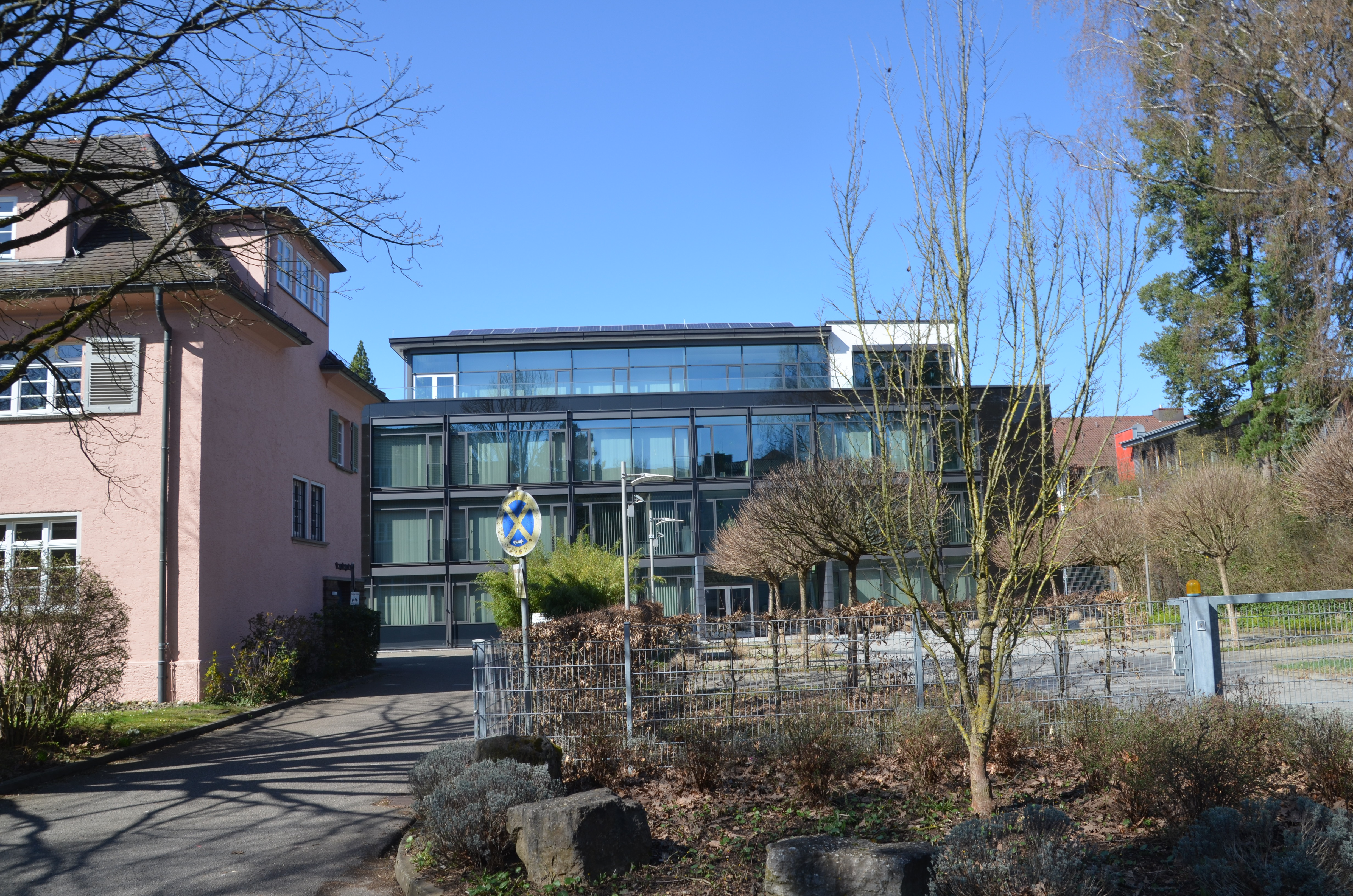
Rückansicht des Amtsgerichts mit dem benachbarten Forschungsinstitut für Edelmetalle und Metallchemie

Das Amtsgericht Schwäbisch Gmünd ist ein Gericht der ordentlichen Gerichtsbarkeit mit Sitz in der baden-württembergischen Stadt Schwäbisch Gmünd in Deutschland.

## Gebäude
Das Amtsgericht liegt am Rande der Altstadt von Schwäbisch Gmünd in der Rektor-Klaus-Straße 21. Es ist ein dreigeschossiges Bürohaus unter Walmdach, 1928 in Eisenbeton und Ziegel von der Bauunternehmung Hugo Rek (Stuttgart) gebaut. In der direkten Nachbarschaft befinden sich das Forschungsinstitut für Edelmetalle und Metallchemie sowie das Hans-Baldung-Gymnasium.

## Gerichtsbezirk
Als nächsthöhere Instanz ist dem Amtsgericht Schwäbisch Gmünd das Landgericht Ellwangen zugeordnet.
Das Amtsgericht ist zuständig für die Städte Schwäbisch Gmünd, Heubach und Lorch sowie den Gemeinden Bartholomä, Böbingen an der Rems, Durlangen, Eschach, Göggingen, Gschwend, Heuchlingen, Iggingen, Leinzell, Mögglingen, Mutlangen, Obergröningen, Ruppertshofen, Schechingen, Spraitbach, Täferrot und Waldstetten.

## Bedeutung
In den 1980er Jahren stand das Amtsgericht Schwäbisch Gmünd häufig bundesweit im Fokus der Öffentlichkeit, da hier die sogenannten „Blockadeverhandlungen“ wegen des Vorwurfs der gemeinschaftlichen Nötigung (§ 240 StGB) gegen – teils prominente – Teilnehmer der Sitzblockaden vor dem Depot für US-Mittelstreckenraketen vom Typ Pershing II im benachbarten Mutlangen stattfanden.